# Сантиагу-ду-Сул
Сантиагу-ду-Сул (порт. Santiago do Sul)  —  муниципалитет в Бразилии, входит в штат Санта-Катарина. Составная часть мезорегиона Запад штата Санта-Катарина. Входит в экономико-статистический  микрорегион Шапеко. Население составляет 1519 человек на 2006 год. Занимает площадь 73,562 км². Плотность населения — 20,6 чел./км².

## История
Город основан 16 апреля 1994 года.

## Статистика
- Валовой внутренний продукт на 2003 составляет 18.626.763,00 реалов (данные: Бразильский институт географии и статистики).
- Валовой внутренний продукт на душу населения на 2003 составляет 11.641,73 реалов (данные: Бразильский институт географии и статистики).
- Индекс развития человеческого потенциала на 2000 составляет 0,772 (данные: Программа развития ООН).